# José Ignacio Hernández
José Ignacio Hernández Fraile (Salamanca, 12 de agosto de 1969) es un entrenador de baloncesto español, con mayor presencia en el baloncesto femenino, que ha entrenado a nivel de club en Halcón Viajes-Perfumerías Avenida de Salamanca, Rivas Ecópolis y Wisła Can-Pack Kraków, además de diferentes categorías de selección española, habiendo cumplido el 9 de abril de 2017 los 1.000 partidos como entrenador profesional. Actualmente, director técnico selecciones femeninas y director deportivo en la Federación Española de Baloncesto.

## Trayectoria

### Clubes
- 1995-2009: Halcón Viajes/Perfumerías Avenida (Liga Femenina)
- 2009-2013: Wisła Can-Pack Kraków (Basket Liga Kobiet)
- 2013-2015: Rivas Ecópolis (Liga Femenina)
- 2015-2017: Wisła Can-Pack Kraków (Basket Liga Kobiet)

### Federación Española de Baloncesto
- 2005-2006: Entrenador ayudante de la selección española sub-18 femenina
- 2006-2009: Seleccionador España sub-16 femenina
- 2009-2011: Seleccionador España absoluta femenina
- 2012-2013: Seleccionador U16 masculina
- 2014-2017: Seleccionador España U20 femenina
- 2017-2018: Director técnico selecciones femeninas
- 2018-Actualidad: Director técnico selecciones femeninas y director deportivo

## Palmarés

### Clubes
- Liga Femenina (2): 2005/06, 2013/14.
- Copa de la Reina (2): 2004/05, 2005/06.
- Liga Polaca (3): 2010/11, 2011/12, 2015/16.
- Copa Polaca  (2): 2011/12, 2016/17.
- Supercopa Polaca (1): 2009/10.

### Selección nacional de España

#### Absoluta
- Bronce Mundial 2010 (Turquía)

#### Categorías inferiores
- Oro Europeo u18 Femenino 2006
- Plata Europeo u16 Femenino 2007
- Oro Europeo u16 Femenino 2008
- Oro Europeo u16 Femenino 2009
- Oro Europeo u16 Masculino 2013
- Oro Europeo u20 Femenino 2015
- Oro Europeo u20 Femenino 2016
- Oro Europeo u20 Femenino 2017

#### Director Deportivo FEB. Total: 47 medallas
Selecciones Femeninas (Desde verano de 2018): 20 medallas
- Europeos:	 3 Oros  (1 SEAF, 2 U20F), 7 Platas  (1 SEAF, 1 U20F, 3 U18F, 2 U16F) y 5 Bronces  (1 U20F, 1 U18F, 3 U16F)

- Mundiales: 	2 Platas  (1 U19F, 1U17F) y 3 Bronces  (1 SEAF, 1 U19F, 1U17F)

Selecciones Masculinas (Desde verano de 2019): 13 medallas
- Europeos:	 6 Oros  (1 SEAM, 1 U20M, 2 U18M, 2 U16M) y 4 Platas  (1 U20M, 1 U18M, 2 U16M)

- Mundiales:	2 Oros  (1 SEAM, 1 U19M) y 1 Plata  (1 U17M)

Selecciones 3x3: (Desde verano de 2018): 14 medallas
- Europeos:	5 Oros  (3 SEAF, 1 U18F, 1 U17F) y 4 Platas  (2 SEAF, 1 U17F, 1 U18M)

- Mundiales:	2 Platas  (1 U18F, 1 U18M) y 2 Bronces  (1 U18F, 1 U18M)
- JJOO:	1 Plata  (1 SEAF París 24)